# Omar Epps
Omar Hashim Epps (Brooklyn, New York, USA, 1973. július 20. –) szudáni származású amerikai színész, zenész.
Leginkább a Doktor House című tévésorozatból, Eric Foreman szerepében ismert.

## Élete
Omar Hashim Epps New Yorkban, Brooklynban született 1973. július 20-án. Származását tekintve Afrikához kötik a családi gyökerek. Már gyermekkorában szeretett mások előtt szerepelni. A színészet első lépései voltak ezek, de családja legnagyobb örömére a zene iránt is érdeklődött. Sőt, leginkább híres muzsikus akart lenni. Édesanyja - aki egy iskola igazgatója volt - egyedül nevelte fel. 1991-ben egy barátjával rapegyüttest alapított Wolfpak néven. Számos filmben játszott mellékszerepet. Szerepelt A nagy csapat 2. részében (Major league 2.). Ő játszotta a dupla nullás Hayest.

## Filmográfia

### Film
| Év   | Magyar cím                                     | Eredeti cím                                                              | Szerep                | Magyar hangja         |
| ---- | ---------------------------------------------- | ------------------------------------------------------------------------ | --------------------- | --------------------- |
| 1992 | Hosszú lé                                      | Juice                                                                    | Q                     | Szokol Péter          |
| 1993 | Út a csúcsra                                   | The Program                                                              | Darnell Jefferson     | Kálid Artúr           |
| 1994 | A nagy csapat 2.                               | Major League II                                                          | Willie Mays Hayes     | Szokol Péter          |
| 1994 | A nagy csapat 2.                               | Major League II                                                          | Willie Mays Hayes     | Czető Roland          |
| 1995 | Megoldatlan egyenletek                         | Higher Learning                                                          | Malik Williams        | Dózsa Zoltán          |
| 1996 | Ne légy barom, míg iszod a dzsúszod a gettóban | Don't Be a Menace to South Central While Drinking Your Juice in the Hood | Malik                 | Szűcs Sándor          |
| 1997 | Sikoly 2.                                      | Scream 2                                                                 | Phil Stevens          | Bede-Fazekas Szabolcs |
| 1999 | Drogosztag                                     | The Mod Squad                                                            | Linc                  | Kálloy Molnár Péter   |
| 1999 | Bajnokok reggelije                             | Breakfast of Champions                                                   | Wayne Hoobler         | Kálloy Molnár Péter   |
| 1999 | Srácok                                         | The Wood                                                                 | Mike                  |                       |
| 1999 | A bűn mélyén                                   | In Too Deep                                                              | Jeff Cole             |                       |
| 2000 | Nem adok kosarat!                              | Love & Basketball                                                        | Quincy McCall         | Seszták Szabolcs      |
| 2000 | Fivér                                          | Brother                                                                  | Denny                 | Epres Attila          |
| 2000 | Drakula 2000                                   | Dracula 2000                                                             | Marcus                | Kálid Artúr           |
| 2001 | Parfüm                                         | Perfume                                                                  | J.B.                  |                       |
| 2002 | Totál káosz                                    | Big Trouble                                                              | Alan Seitz FBI-ügynök | Galambos Péter        |
| 2004 | Sarokba szorítva                               | Against the Ropes                                                        | Luther Shaw           | Galambos Péter        |
| 2004 | Alfie                                          | Alfie                                                                    | Marlon                | Dolmány Attila        |
| 2009 |                                                | A Day in the Life                                                        | O                     |                       |
| 2016 | Majdnem karácsony                              | Almost Christmas                                                         | Malachi               |                       |
| 2018 | Traffik                                        | Traffik                                                                  | John                  |                       |
| 2019 |                                                | Trick                                                                    | Mike Denver nyomozó   |                       |
| 2019 | 3022: Életben maradtak                         | 3022                                                                     | John Laine            |                       |
| 2020 | Halálos viszony                                | Fatal Affair                                                             | David Hammond         |                       |
| 2022 |                                                | The Devil You Know                                                       | Marcus Cowans         |                       |
| 2024 | Szabadíts meg a gonosztól                      | The Deliverance                                                          | Melvin                | Holl Nándor           |

### Televízió
| Év        | Magyar cím       | Eredeti cím                   | Szerep            | Megjegyzések                           |
| --------- | ---------------- | ----------------------------- | ----------------- | -------------------------------------- |
| 1991      |                  | ABC Afterschool Specials      | Deron             | 1 epizód                               |
| 1992      |                  | Here and Now                  | Curtis            | 2 epizód                               |
| 1993      | Az utca törvénye | Street Justice                | Clint             | 1 epizód                               |
| 1993      | Hajnalhasadás    | Daybreak                      | Hunter            | tévéfilm; magyar hangja: Juhász György |
| 1996      |                  | Screen Two                    | Kingsley          | 1 epizód                               |
| 1996-1997 | Vészhelyzet      | ER                            | Dr. Dennis Gant   | 10 epizód                              |
| 1997      |                  | First Time Felon              | Greg Yance        | tévéfilm                               |
| 2002      | Higgy magadban!  | Conviction                    | Carl Upchurch     | tévéfilm                               |
| 2004-2012 | Doktor House     | House                         | Dr. Eric Foreman  | 175 epizód; magyar hangja: Holl Nándor |
| 2013-2015 | Feltámadtak      | Resurrection                  | J. Martin Bellamy | 21 epizód                              |
| 2016-2018 |                  | Shooter                       | Isaac Johnson     | 31 epizód                              |
| 2019-2020 | Rólunk szól      | This Is Us                    | Darnell Hodges    | 3 epizód                               |
| 2021-2024 |                  | Power Book III: Raising Kanan | Howard            | 30 epizód                              |

## További információ
- Omar Epps a Facebookon
- Omar Epps a PORT.hu-n (magyarul)
- Omar Epps az Internetes Szinkronadatbázisban (magyarul)
- Omar Epps az Internet Movie Database-ben (angolul)
- Omar Epps a Rotten Tomatoeson (angolul)